# Collier's
Le Collier's Weekly est un magazine américain fondé par Peter Fenelon Collier (en), et publié de 1888 à 1957. Introduit comme Collier's Once a Week et puis rebaptisé Collier's Weekly: An Illustrated Journal en 1895, après plusieurs décennies le nom du magazine a été abrégé pour devenir simplement Collier's. 

## Histoire
Un vendeur de livres catholique, Peter Collier crée le service d'abonnement de livres P.F. Collier's and Son, en 1875. Il publie le magazine Collier' Once a Week pour fois première en 1888. Peter Collier fut aussi un pionnier du journalisme d'investigation.
À la fin du XIXe siècle, Collier's était l'un des magazines les plus vendus aux États-Unis, avec un tirage de plus de 250 000 exemplaires. La revue devient également une importante plateforme du photojournalisme. En 1898, le photographe Jimmy Hare et l'écrivain Stephen Crane couvrent la guerre d'indépendance cubaine pour le magazine. Les photo-reportages de Jimmy Hare contribueront largement au succès du magazine au début du XXe siècle. 
Peter Collier meurt en 1909 et le magazine passe aux mains de Robert Collier, son fils. Ce dernier décède en 1918 et Collier's est racheté par la Crowell Publishing Company, l'année suivante.
Pendant la Seconde Guerre mondiale, le tirage du Collier's atteint les 2 500 000 exemplaires. Puis, dans la période de l'après-guerre, ses ventes chutent. En août 1953, le magazine passe d'un format hebdomadaire à un format bimensuel. Face aux pertes, la Crowell-Collier Publishing Company arrête les presses du magazine en janvier 1957.
En 2010, la marque déposée Collier's a été rachetée par JTE Multimedia, qui a ainsi pu relancer le magazine. Le public visé de la nouvelle version est âgé de 55 ans et plus.

## Contenus
En plus d'être un magazine d'information sur l'actualité, le Collier's était aussi une revue littéraire : des nouvelles y étaient publiées. En quelques occasions, le Collier's a publié en exclusivité des aventures du détective Sherlock Holmes écrites par Arthur Conan Doyle. 
Le magazine publie également le travail d'autres écrivains de l'époque, tels que Martha Gellhorn, Ernest Hemingway et Shirley Jackson, ainsi que de nombreux artistes graphiques, comme Maxfield Parrish, Arthur Szyk, Art Young, Frank Walts.
Karl James Anderson fut un des illustrateurs aux environs de 1900.